# Parsonsite
La parsonsite è un minerale, chimicamente un fosfato di piombo e uranile.
Inizialmente rinvenuta a Shinkolobwe (Katanga) e descritta da Alfred Schoep nel 1923.

## Forma in cui si presenta in natura
Si presenta in cristalli prismatici lunghi fino a 4 mm, generalmente polisintetici e curvi.

Forma incrostazioni di aspetto vellutato costituite da aggregati ndui fini cristalli aciculari, in masse fibroso-raggiate o in masse compatte.

## Località di ritrovamento
Si rinviene a Shinkolobwe (Katanga), associata a torbernite; a Wolsendorf (Baviera, associata a uranocircite; a Ruggles Mine (New Hampshire, USA), insieme a fosfouranilite e autunite; in Francia a Lachaux (Puy-de-Dôme) con torbernite e a Grury (Saona e Loira) con torbernite e renardite, infine a Boko Songho (Congo centrale).